# Василопита
Василопита (грч. Βασιλόπιτα) је новогодишњи хлеб, колач или пита у Грчкој и многим другим областима у источној Европи и на Балкану који садржи скривени новчић или ситницу која даје добро срећа примаоцу. Повезује се са даном Светог Василија, 1. јануара, у већем делу Грчке, али у неким регионима традиција око колача или пита са скривеним новчићем везује се за Богојављење или Божић. У неким породицама се уместо теста прави од креме која се зове галатопита. У региону Тесалије, од скривеног новчића прави се пита пуњена свињетином. Пита је позната и као хронопита, што значи „новогодишња пита”.
У другим крајевима Балкана традиција колача са скривеним новчићем током зимских празника постоји, али се уопште не везује за Светог Василија. Пракса је документована међу Украјинцима; Румунима; Србима („чесница“, једе се на Божић); Албанцима; Бугарима итд.

## Ритуал
На Нову годину породице секу василопиту да би благословили кућу и донели срећу у новој години. То се обично ради у поноћ у новогодишњој ноћи. Новчић се крије у хлебу тако што се пре печења убаци у тесто. У поноћ се ножем урезује знак крста преко колача. Парче се реже за сваког члана породице и све присутне посетиоце, по редоследу старости од најстаријег до најмлађег. Кришке се такође секу за различите симболичне људе или групе, у зависности од локалне и породичне традиције. Они могу укључивати Господа, Светог Василија и друге свеце, сиромахе, домаћинство или Каликанцорија. У данашње време често постоји унапред договорен поклон, новац или неки други начин, који се даје примаоцу новчића.
Многе приватне или јавне институције, као што су друштва, клубови, радна места, предузећа итд., секу своју василопиту у време између Нове године и почетка Великог поста, у прославама које се крећу од импровизованих дружења до свечаних пријема или балова.
Василије слави се 1. јануара, на почетак Нове године и на Богојављење, познато као Василопита.

## Порекло
Хаслук (1927) повезује и западне и источне прославе са древном грчком Кроном, празником Хрона, који је подразумевао одабир „краља“ жребом, а затим и римским Сатурналијама.  Традиције су веома сличне западноевропским прославама Дванаесте ноћи и Богојављења.
Ипак, у народној традицији, василопита се повезује са легендом о Василију Великом. Према једној причи, Василије је позвао римске грађане Цезареје да подигну откупнину како би зауставили опсаду града. Сваки грађанин града давао је све што је имао у злату и накиту. Када је откупнина подигнута, непријатељ је био толико посрамљен чином колективног давања да је прекинуо опсаду без наплате. Василије је тада добио задатак да врати неплаћени откуп, али није могао да зна који предмети припадају којој породици, па је сав накит испекао у векне хлеба и поделио векне граду, а чудом је сваки грађанин добио свој тачан Објави. У неким причама, поглавица који је опседао замењен је злим царем који наплаћује порез или једноставно Василијем који покушава да да милостињу сиромашнима, а да их не осрамоти.

## Бугарска
У бугарској кухињи пита или питка (буг. пита) служи се у посебним приликама. То је округла векна хлеба, која се понекад може зачинити. Његова припрема и конзумација може имати ритуално значење. На пример, у ноћи пред Бадње вече, (буг. Бъдни вечер) свака домаћица спрема питу и украшава је симболима како би стоци донела плодност и богату жетву са њива, као и благостање сваком укућану. Она крије новчић у њему. Ко нађе новчић биће најздравији и најимућнији у породици. Пре удаје будућа свекрва младенцима спрема пита и седам пута просијава брашно, како би пита била мекана као њихов будући заједнички живот. За госте се припрема и пита. Традиционална добродошлица у Бугарској укључује пита и мед или со. Значење овог ритуала може се наћи у изразу „дочекивати некога са хлебом и сољу “ (пошто је хлеб важан део бугарске кухиње – а како каже бугарска пословица, „нико није већи од хлеба“, а со је основни састојак који даје укус сваком оброку).

## Име
Назив потиче од βασιλευς 'краљ' + πιτα 'колач', али је реинтерпретирано као „Босиљев колач“. На Кипру је познат и као василопула („βασιλοπουλλα“).